# Jerome K. Jerome
Jerome Klapka Jerome (Walsall, 2 maggio 1859 – Northampton, 14 giugno 1927) è stato uno scrittore, giornalista e umorista britannico.
Il suo nome è soprattutto associato alla sua opera più famosa, il romanzo umoristico Tre uomini in barca. E' ritenuto tra i maggiori scrittori umoristici inglesi. Lontano dai modi della farsa, del facile gioco di parole, dell'allusione oscena, il suo umorismo scaturiva anche dall'osservazione delle situazioni più comuni e quotidiane.

## Biografia

### La giovinezza
Jerome fu il quarto figlio di Jerome Clapp, un venditore di ferramenta e predicatore laico che si occupava a tempo perso di architettura, e Marguerite Jones. Ebbe due sorelle, Paulina e Blandina, e un fratello, Milton, che morì all'età di sei anni.
Jerome fu registrato con il nome modificato del padre, cioè come Jerome Clapp Jerome. Klapka sembra essere una variazione successiva (dopo l'esilio del generale ungherese György Klapka). A causa di cattivi investimenti nell'industria estrattiva locale la famiglia soffrì l'indigenza e veniva spesso visitata dai creditori, un'esperienza che Jerome descrive dettagliatamente nella sua autobiografia La mia vita ai miei tempi.
Il giovane Jerome era desideroso di entrare in politica o diventare un uomo di lettere, ma nel 1871 la morte del padre, seguita tre anni dopo da quella della madre, lo costrinse a interrompere i suoi studi e a cercare lavoro per avere un mezzo di sostentamento. Fu assunto come impiegato nelle London and North Western Railway, inizialmente raccogliendo il carbone che si trovava lungo le ferrovie, e ci lavorò per quattro anni.

### Carriera teatrale e primi lavori letterari
Nel 1877, ispirato dall'amore che la sua sorella maggiore Blandina aveva per il teatro, Jerome decise di provare la strada di attore, sotto il nome d'arte di Harold Crichton. Egli si unì a una compagnia di repertorio che provava a recitare con un budget da miseria. Molto spesso erano gli attori stessi che dovevano pagarsi i costumi e fare da trovarobe. Jerome rifletté successivamente in chiave comica su questo periodo nel suo Sul palco - e sotto, dove mette in risalto che ai tempi era senza quattrini. Dopo tre anni sulla strada senza successi la compagnia si sciolse e Jerome dovette cercarsi altri lavori. Tentò la carriera giornalistica scrivendo saggi, satire e storielle ma molto materiale gli fu mandato indietro.
Negli anni immediatamente successivi fu professore di scuole, imballatore e portaborse di avvocati. Finalmente, nel 1885, ebbe un po' di successo con il già citato Sul palco - e sotto, un libro umoristico la cui pubblicazione gli aprì le porte per altre sceneggiature e saggi. Seguì nel 1886 I pensieri oziosi di un ozioso, scritto dedicato alla "mia vecchia e gagliarda pipa", una collezione di saggi umoristici, che, come ebbe a dire lo stesso Jerome, "si vendette come pane fresco". Ebbe successo anche negli Stati Uniti, ma, non essendoci allora il copyright, il successo non rese nulla allo scrittore. Il 21 giugno 1888 Jerome sposò Georgina Elizabeth Henrietta Stanley Marris (chiamata anche Ettie), nove giorni dopo il divorzio di lei dal suo primo marito. Ella aveva anche una figlia dal suo precedente matrimonio, che era durato cinque anni, nota come Elsie (il suo vero nome era Georgina). Fecero la luna di miele costeggiando le zone lungo il Tamigi su una barchetta, cosa che ebbe una notevole influenza sul suo successivo e più importante lavoro, Tre uomini in barca.

### Tre uomini in barcae fine carriera
Jerome progettò la stesura di Tre uomini in barca non appena la coppia ritornò dalla luna di miele. Nel racconto sua moglie fu rimpiazzata dai suoi amici di lunga data George Wingrave (George) e Carl Hentschel (Harris). Ciò gli permise di creare situazioni comiche (e non-sentimentali) che nel frattempo si intrecciavano con la storia della regione del Tamigi. Il libro, pubblicato nel 1889, ebbe un successo immediato di pubblico, ma non di critica, ed è rimasto in stampa sino a oggi. Doveva essere una guida turistica e doveva intitolarsi La storia del Tamigi, ma il carattere umoristico e gioviale dell'opera, insieme alla capacità letteraria dell'autore, ne fecero subito un romanzo di successo, che vendette ai tempi in Gran Bretagna un milione e mezzo di copie. La sua popolarità fu tale che il numero di barche registrate con il nome Tamigi superò il cinquanta per cento nell'anno seguente alla pubblicazione e contribuì significativamente a fare del Tamigi un'attrazione turistica. Nei venti anni successivi il libro vendette più di un milione di copie in tutto il mondo. Fu adattato per film, show per la TV e la radio, per il teatro e anche per il musical. Il suo stile letterario influenzò molti umoristi e satirici in Inghilterra e altrove.
La sua permanenza è da attribuire probabilmente allo stile e alla scelta di un luogo fisso, che assicurava la prevalenza della struttura primaria, anche quando il resto cambiava. Con la sicurezza finanziaria procuratagli dalle vendite del libro Jerome fu in grado di dedicare tutto il suo tempo alla scrittura. Scrisse diverse sceneggiature, saggi e novelle, ma non riuscì a replicare il successo di Tre Uomini in barca. Nel 1892 fu scelto da Robert Barr per la redazione di The Idler (Il fannullone), sotto la guida di Rudyard Kipling. Il magazine era un mensile satirico illustrato rivolto ai gentiluomini. Nel 1893 fondò il To-Day, ma si ritirò da entrambe le pubblicazioni per difficoltà finanziarie dovute a una costosa causa di diffamazione.
Nel 1898 un piccolo soggiorno in Germania ispirò Tre uomini a zonzo, il prosieguo di Tre uomini in barca. Nonostante la reintroduzione degli stessi personaggi nella struttura di un giro in terra straniera in bicicletta il libro non ebbe la forza vitale né il coinvolgimento storico del precedente ed ebbe meno successo.
Nel 1902 pubblicò la storia Paul Kelver, che fu largamente riconosciuta come autobiografica. Nel 1908 la sceneggiatura Il passaggio nel retro del terzo piano introdusse un Jerome più cupo e religioso. Ebbe un notevole successo commerciale ma fu stroncato dalla critica - Max Beerbohm lo descrisse come "disgustosamente stupido" come scritto da "uno scrittore di decima categoria". Il libro però ebbe un grandissimo successo, infatti ne furono vendute più di due milioni di copie in tutto il mondo.

### La prima guerra mondiale e i suoi ultimi anni
Jerome si offrì volontario per servire la patria allo scoppio della guerra, ma avendo 56 anni fu rifiutato dall'esercito britannico. Desideroso di essere utile in qualche mansione si arruolò come guidatore d'ambulanza nell'esercito francese. L'esperienza di guerra raggelò il suo spirito, così come la morte della figliastra Elsie nel 1921. Nel 1926 Jerome pubblicò la sua autobiografia, La mia vita ai miei tempi.
Poco dopo, il Borough di Walsall gli conferì il titolo di Uomo Libero del Borough. Durante questi ultimi anni Jerome passò gran parte del tempo nella sua fattoria a Ewelme, vicino a Wallingford. Nel giugno del 1927, durante un giro automobilistico da Devon a Londra, via Chetleman e Northampton, Jerome ebbe un ictus con una emorragia cerebrale. Rimase agonizzante nel General Hospital di Northampton per due settimane prima di morire il 14 giugno. Fu cremato a Golders Green e le sue ceneri furono deposte nella chiesa di Santa Maria a Ewelme, nell'Oxfordshire. Elsie, Ettie e sua sorella Blandina furono sepolte al suo fianco. Nella casa natale di Walsall c'è ora un museo dedicato alla sua vita e alle sue opere.

## Opere
- On the stage - and Off, the brief career of a would-be actor, Field and Tuer 1885

Su e giù dal palco, la breve carriera di un aspirante attore, Janus Editore, 2021, traduttori Domenica Fadda e Simeone Latini.
- The Idle Thoughts of an Idle Fellow, London, Hurst and Blackett, 1886.

Gli oziosi pensieri di un ozioso, Milano, Sonzogno, 1929; Milano, Rizzoli, 1953.
- Three Men in a Boat (To Say Nothing of the Dog!), Bristol, Arrowsmith, 1889.

Tre uomini in barca, Milano, Sonzogno, 1922; Milano, Corbaccio, 1934; Milano, Corbaccio, 1934.
- Diary of a Pilgrimage, London, Dent & Sons, 1891.

Il diario d'un pellegrinaggio, Firenze, Battistelli, 1920.
- Novel Notes, Leipzig, Tauchnitz, 1894.

Storia di un romanzo, Milano, Sonzogno, 1923.
Appunti per un romanzo, Mattioli 1885, Fidenza 2012 traduzione di Manuela Luisa Iannotta ISBN 978-88-6261-303-3
- The Second Thoughts of an Idle Fellow, Leipzig, Tauchnitz, 1898.

Sul tempo perso a perdere tempo (I ripensamenti oziosi di un ozioso), Prato, Piano B edizioni, 2016
- Three Men on the Bummel, Leipzig, Tauchnitz, 1900.

Tre uomini a zonzo, Milano, Caddeo, 1922.
- Paul Kelver. A novel, Leipzig, Tauchnitz, 1902.
- Tommy and Co., Leipzig, Tauchnitz, 1904.

Tommy e compagni, Milano, Treves, 1934.
- They and I, Leipzig, Tauchnitz, 1909.

Loro ed io, Milano, Sonzogno, 1924.
- Fanny and the Servant Problem, New York, Samuel French, 1909.

Fanny e i suoi domestici, Torino, Il dramma, 1928, n. 40.
- The Philosopher's Joke, 1909.

Lo scherzo del filosofo, Fidenza, Mattioli 1985, 2009.
- All Roads Lead to Calvary, London, Hutchinson & Co., 1919.
- Anthony John. A biography, Leipzig, Tauchnitz, 1923.
- My Life and Times, New York-London, Harper & Brothers, 1926.

La mia vita e i miei tempi, Milano, Sonzogno, 1928.

## Traduzioni in italiano
- Tre uomini a zonzo, Edizioni Mursia p. 259, ISBN 9788842500353
- Tre uomini in barca, Edizioni Mursia p. 192, ISBN 9788842537755
- I pensieri oziosi di un ozioso, Rizzoli Milano, 1953 p. 146
- La storia di Anthony John, Edizioni della Sera, 2018, p. 226, 9788897139881
- Storie di fantasmi per il dopocena, Mattioli 1885, ISBN 978-8889397916
- A proposito di filtri d'amore, Mattioli 1885, Fidenza 2013, traduzione di Franca Brea, ISBN 978-88-6261-353-8
- Cura e manutenzione della donna, Mattioli 1885, Fidenza, ISBN 978-88-6261-320-0
- Conversazioni all'ora del tè, Mattioli 1885, Fidenza 2012, ISBN 978-88-6261-281-4
- La mia vita e i miei tempi, Piano B Edizioni, p. 228, Prato 2012, ISBN 978-88-96665-32-9
- Su e giù dal palco, la breve carriera di un aspirante attore, Janus Editore, Cagliari 2021, pg 182. Traduttori: Domenica Fadda e Simeone Latini ISBN 9788875931018